# Hermann Graf
Hermann Graf là phi công khu trục của Đức Quốc xã, sinh vào 24 tháng 10 năm 1912 tại Engen, mất vào 11 tháng 4 năm 1988 ở Rastatt, một trong những phi công nổi tiếng trong thời Chiến tranh thế giới thứ hai (1939 - 1945) với trên 200 chiến công. Ông là một phi công quân sự sử dụng máy bay tiêm kích hạ được 5 hay nhiều hơn máy bay của đối phương bằng không chiến. Ông tham gia cả hai mặt trận là phía Đông và phía Tây trong thế chiến thứ hai. Trong thời gian chiến tranh ông đã trở thành một trong 27 người được trao giải thưởng Knight's Cross of the Iron Cross
Đã từng bắn hạ 212 máy bay của quân Đồng Minh, trong đó 202 ở mặt trận phía đông. Anh ta đã thực hiện trên 830 phi vụ sau khi tốt nghiệp khoá máy lượn vào năm 1932, phi công máy bay cánh quạt vào năm 1936.
Sau chiến tranh, bị Liên Xô giam trong 5 năm.